# Jaqeli
Casa de Jaqeli (em georgiano:  ჯაყელი) é uma família principesca (metavari) georgiana e de uma dinastia reinante do Principado de Mesquécia, derivada da Casa de Chorchaneli.

## História
"Jaqeli", que significa literalmente "de Jaqi", era, originalmente, um epíteto territorial. A família recebeu-o por causa do castelo de Jaqi, às margens do do Jaqis-tsqali, um dos afluentes pela esquerda do rio Cura (atualmente na Turquia). Os Jaqeli traçam sua origem até o nobre do final do século IX Beshken, dos Chorchaneli, cujos descendentes dominaram os vales de Jaqi, Postkhovi (moderna Posof, Turquia) e Uraveli (perto de Achaltsiche, Geórgia). O título "jaqeli" aparece pela primeira vez nos nomes de Beshken (I), senhor (eristavi) de Tucharísia, e Muruane, senhor de Q'ueli e, possivelmente, filho de Beshken. Depois, o nome reaparece ligado a Beshken (II), um possível filho de Muruane, que morreu lutando contra os turcos seljúcidas em Javaquécia em 1118. A partir da década de 1050 até a de 1090, os Jaqeli participaram de diversas revoltas contra os reis bagrátidas da Geórgia. No fim, sob a rainha Tamara da Geórgia (r. 1184–1213), a família, na pessoa de Botso, caiu em desgraça e os títulos e a maior parte das propriedades dos Jaqeli passaram para a Casa de Tsikhisjvari (Tsikhisjvreli), que também era descendente dos Chorchaneli. A agora empobrecida família de Botso Jaqeli ficou conhecida como "Botsosdze" e apareceu pela última vez na pessoa de Memna, que morreu defendendo Tbilisi contra o Império Corásmio e seu líder, Jalaladim Mingueburnu, em 1226, juntamente com Botso, que era seu irmão.

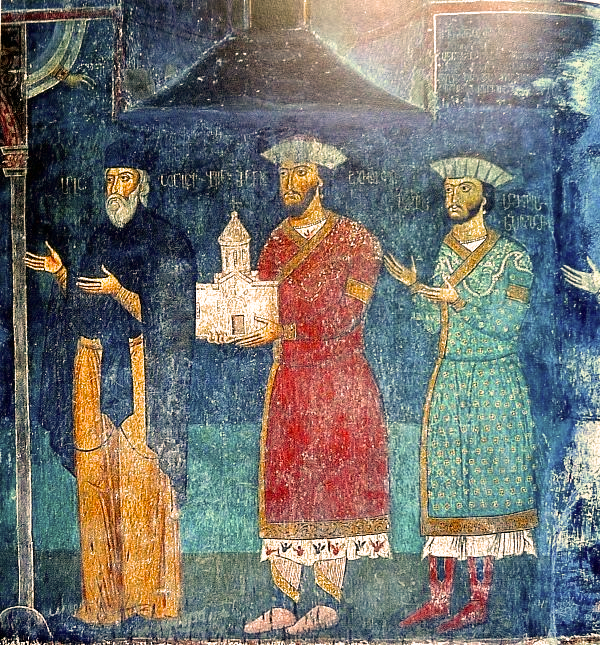
Retrato dos membros da família no Mosteiro de Sapara

Com Ivane-Qvarqvare de Tsikhisjvari (fl. c.  1195–1247), depois de receber da rainha Tamara os feudos e títulos de Botso, uma nova linhagem dos Jaqeli reemergiu e conquistou, na pessoa de Sérgio I (r. ca.  1260–1285), o principado hereditário de Mesquécia, dando origem aos reis independentes de facto da Geórgia sob a proteção do Ilcanato mongol em 1268. Em 1334, o rei Jorge V da Geórgia reconduziu Mesquécia ao reino georgiano e conferiu ao seu tio materno, Sérgio II Jaqeli (r. 1306–1334), a honraria de atabegue, que tornou-se hereditária na linhagem Jaqeli até o século XVII. Daí em diante, o principado passou a ser conhecido como Mesquécia, esta última parte um portmanteau" que significa "dos atabegues".
Já em meados do século XV, a família Jaqeli havia conseguido reduzir as famílias nobres rivais ao status de vassalos ou expulsá-las de Mesquécia. Em 1490/1, quando o Reino da Geórgia finalmente se dissolveu em outros estados menores e mais fracos, os Jaqeli estavam entre as famílias mais ativas, "não sem responsabilidade pelo fracasso em manter a unidade política da nação", como afirma o acadêmico britânico William Edward David Allen. A partir de 1578, Mesquécia tornou-se um alvo da expansão otomana e os atabegues dos Jaqeli, depois de alguma fútil resistência, convenientemente se converteram ao islã e foram nomeados paxás hereditários de Achaltsiche, uma posição que mantiveram, com breves interrupções, na família durante as intermináveis guerras entre otomanos, dinastias persas e monarcas georgianos até a conquista final pelo Império Russo em 1829 (veja Batalha de Akhalzic). Um ramo cadete, do vale de Kvabliani, aceitou o jugo russo e assumiu o sobrenome de Atabekov-Kvabliansky.
A família ainda existe na Geórgia.